# غزل (گروه موسیقی)
غزل گروه موسیقی چند ملیتی است که اعضای آن را کیهان کلهر نوازنده کمانچه ایرانی و شجاعت حسین خان نوازنده سی‌تار، سواپان چادهوری و سواپان چات هوری نوازنده طبلا از هند تشکیل می‌دهند. آثار گروه تلفیقی از موسیقی شمال هند و موسیقی سنتی ایرانی است.
آلبوم باران (The Rain) گروه غزل در سال ۲۰۰۴ میلادی نامزد دریافت جایزه گرمی بهترین موسیقی سنتی ملل گردید.

## آلبوم‌ها
- Ghazal: Lost Songs of the Silk Road
- As Night Falls on the Silk Road
- Moon Rise Over the Silk Road
- The Rain